# Senlis-le-Sec
Senlis-le-Sec là một xã ở tỉnh Somme, vùng Hauts-de-France, Pháp.

## Địa lý
Thị trấn này có cự ly khoảng 15 dặm Anh về phía đông bắc của Amiens, trên đường D119.

## Dân số
| 1962                                                  | 1968 | 1975 | 1982 | 1990 | 1999 |
| ----------------------------------------------------- | ---- | ---- | ---- | ---- | ---- |
| 242                                                   | 263  | 258  | 265  | 272  | 302  |
| Số liệu dân số từ năm 1962, dân số không tính hai lần |      |      |      |      |      |